# Benoît Sokal

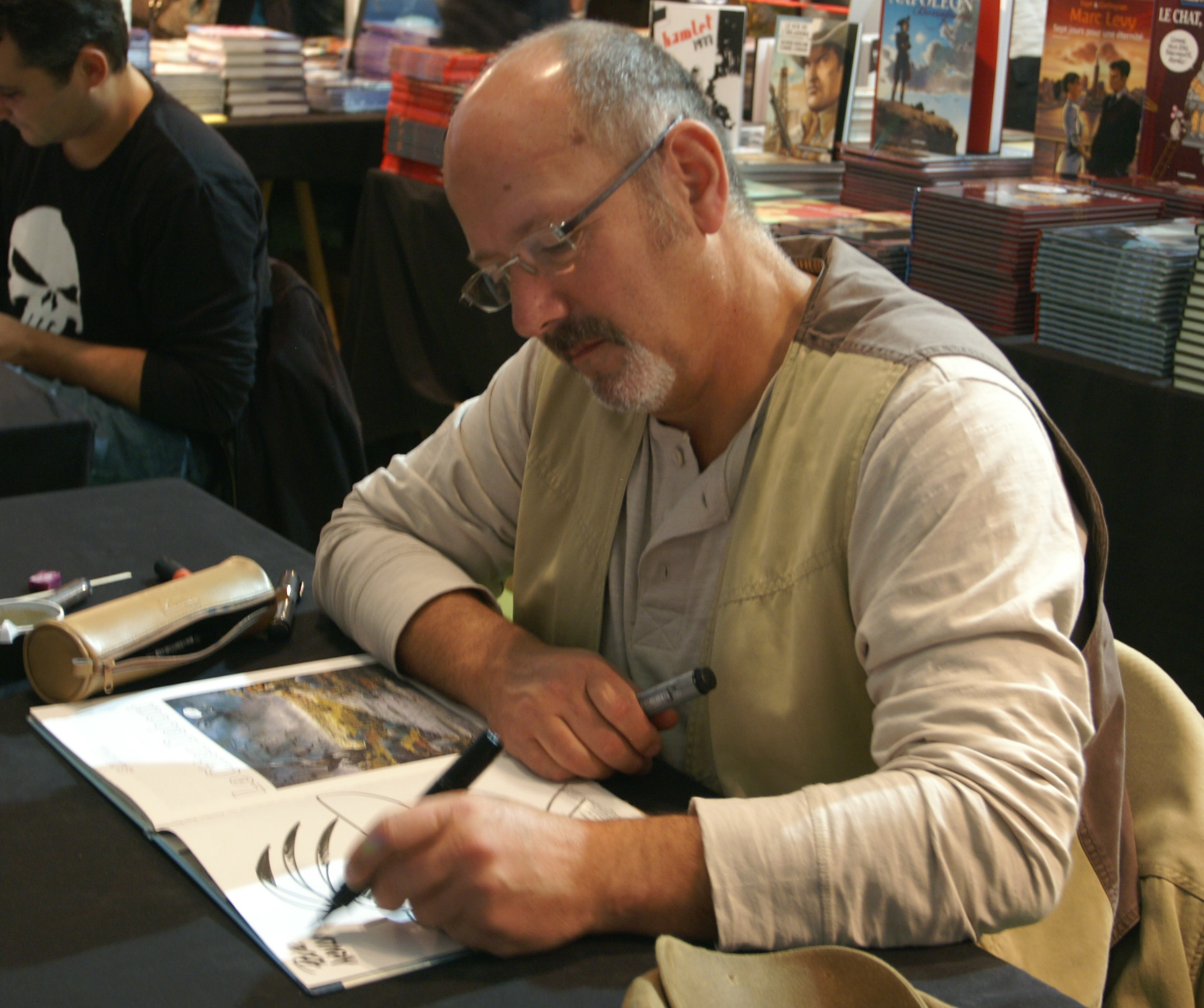
Benoît Sokal (2010)

Benoît Sokal (* 28. Juni 1954 in Brüssel; † 28. Mai 2021 in Reims) war ein belgischer Comiczeichner und Autor von Computerspielen.

## Leben
Sokal studierte im Fachbereich Comic an der Brüsseler Kunsthochschule Saint-Luc und zeichnete danach für die Zeitschrift (à suivre). Hier erscheinen erstmals 1978 15 Kurzgeschichten der Serie Ein Fall für Inspektor Canardo, zuerst ohne Farbe. Die Hauptfigur ist eine etwas schwermütige Ente, die mit ihrem Trenchcoat wie eine Mischung aus Humphrey Bogart und Daffy Duck wirkt. Erst im Jahr 1981 veröffentlichte er den ersten kompletten Albenband Der aufrechte Hund, der mit dem „Prix de la Ville Paris“ ausgezeichnet wurde.
Sokal begann anschließend die Arbeiten an der Serie Marcel Boudard und zeichnete auch für eine Ausgabe des Magazins Métal hurlant. Ab 1980 widmete er sich wieder Inspektor Canardo und schuf eine farbige Albumreihe, die zuerst in deutscher Übersetzung beim Carlsen Verlag erschien, am Schluss bei Schreiber & Leser. Mit der Graphic Novel Sanguine, die unter dem Titel Wie Blätter im Sturm bei Carlsen veröffentlicht wurde, zeigte Sokal 1987 erstmals realistische Zeichnungen. Der Comic entstand gemeinsam mit dem Autor Alain Populaire und spielt während des Dreißigjährigen Krieges. Mit Le Vieil Homme qui n'Écrivait Plus, einer Geschichte, die 1944 angesiedelt ist, realisierte er 1995 erneut einen ganz in schwarzweiß gehaltenen Comic.
Anfang der 1990er-Jahre begann er, sich mit den Möglichkeiten im Bereich der Computerspiele zu beschäftigen. Nachdem die Adventurespiele Amerzone, Syberia und Syberia II von der französischen Firma Microïds produziert wurden, gründete er August 2003 die Produktionsfirma White Birds Productions, um zukünftige Projekte selbst realisieren zu können. Die Computerspiele Paradise und Sinking Island wurden produziert, bevor die Firma im Januar 2011 geschlossen wurde.
Im April 2009 erschien auf Deutsch das dreiteilige Comic Paradise in einem Band, welches auf dem gleichnamigen Computerspiel basiert und zusammen mit Brice Bingono geschrieben wurde. Im Jahr 2011 veröffentlichte der Verlag Splitter seine erste Ausgabe der Comic-Serie Kraa unter dem Titel Das verlorene Tal. Der Zweitling erschien im Jahr 2012 als Der Schatten des Adlers, der dritte Band Weißglühendes Gewitter wurde im Jahr 2014 veröffentlicht.
Ende der 2010er-Jahre beschäftigte Sokal sich erneut mit Computerspielen. Microïds war mittlerweile vom französischen Publisher Anuman Interactive übernommen worden, der 2017 mit Sokal das Adventure Syberia 3 produzierte und veröffentlichte. Auf der Entertainmentmesse Gamescom kündigte der Publisher 2019 ein weiteres Syberia-Adventure von Sokal an, welches im Jahr 2022 kurz nach seinem Tod veröffentlicht wurde.
Sokal starb 2021 nach langer Krankheit in seinem Wohnort Reims in Nordostfrankreich. Sein Sohn Hugo ist ebenfalls als Comicautor tätig.

## Werke

### Artbooks
- 1999: Amerzone: Souvenirs d'une expédition
- 2002: Syberia: Esthétique du jeu (mit Gérard Lemarié)
- 2006: Lost Paradise of Maurania (mit Gérard Pangon)
- 2017: Tout l'art de Syberia (mit Sébastien Floch)

### Comics
- 1978: Ein Fall für Inspektor Canardo (Serie)
- 1987: Wie Blätter im Sturm
- 1990: Silence, on Tue! (mit François Rivière)
- 1995: Le Vieil Homme qui n'Écrivait Plus
- 2009: Paradise
- 2011: Kraa – Das verlorene Tal
- 2012: Kraa – Der Schatten des Adlers
- 2014: Kraa – Weißglühendes Gewitter
- 2017: Aquarica (mit François Schuiten)
- 2022: Aquarica: Der Riesenwal (mit François Schuiten)

### Computerspiele
- 1998: Amerzone
- 2002: Syberia
- 2003: Syberia II
- 2006: Paradise
- 2007: Sinking Island – Mord im Paradies
- 2008: Der letzte König von Afrika
- 2017: Syberia 3
- 2022: Syberia: The World Before

### Ausstellungen
- De la BD au jeu vidéo[7], im ehemaligen Jesuitenkolleg von Reims vom 8. April bis zum 2. Mai 2004
- L’Art dans le jeu vidéo – L’inspiration française[8], musée Art ludique, Paris vom 25. September 2015 bis zum 6. März 2016
- D'un monde à l'autre / BD et jeu vidéo[9], in Quimper vom 6. Februar 2018 bis zum 12. Mai 2018
- L'Univers dessiné de Benoît Sokal[10], in Reims vom 25. Februar 2022 bis zum 15. Oktober 2022
- Aquarica et Syberia, l’univers poétique de Benoît Sokal[11], Palais du Grand large, Saint-Malo vom 3. Juni 2022 bis zum 6. Juni 2022

## Auszeichnungen
- 1981: Grand Prix de la Ville für sein Comic Ein Fall für Inspektor Canardo: Der aufrechte Hund
- 1981: Prix Saint-Michel für sein Comic Ein Fall für Inspektor Canardo: Der aufrechte Hund[12]
- 1982: Milou de Marbre für das beste professionelle Album beim Liège Festival[13]
- 1982: Bester Krimi beim Festival von Reims für Ein Fall für Inspektor Canardo: Das Zeichen des Rasputin[13]
- 1996: Sonderpreis beim von regionalem Studentenverein „SMENO“ organisierten Festival in Lille[14]
- 1999: „Prix Pixel-INA“ (Kategorie „Games“) beim Festival Imagina 1999 in Monaco[15]
- 2002: „GameSpy PC Adventure Game of the Year“[16]
- 2003: nominiert für den „Award for Best Dialogue“ beim französischen Festival International de la Bande Dessinée d’Angoulême
- 2006: Ordre des Arts et des Lettres[17][18][13]
- 2007: Orden Leopolds II.[19]
- 2011: Preis für das Album des Jahres beim Internationalen Comic-Festival Chambéry für Kraa – Das verlorene Tal[20]
- 2012: Polar-Preis beim Festival Polar de Cognac in Cognac für Canardo: Entspiel[13][21]
- 2019: Puccinella-Karrierepreis beim Cartoons on the Bay-Festival in Turin für sein Gesamtwerk im Bereich Videospiele[22]